# Aaron Shikler
Aaron Abraham Shikler (Brooklyn, 18 de Março de 1922 - Manhattan, 12 de Novembro de 2015) foi um artista plástico americano conhecido por pintar retratos de estadistas americanos e de celebridades como Jane Engelhard e Sister Parish.

## Biografia
Shikler nasceu em Brooklyn, Nova York, em 18 de Março de 1922. Seus pais eram imigrantes da Europa Oriental que vieram para os Estados Unidos antes da Primeira Guerra Mundial. Depois de se formar na The High School of Music & Art em 1940, Shikler estudou na Tyler School of Art, na Filadélfia, e na Hans Hofmann School, em Nova York. Ele se casou com Barbara Lurie, que conheceu em Tyler, e juntos tiveram dois filhos, Cathy e Clifford. Barbara foi diagnosticada com câncer de pulmão e morreu em 1998.

## Obras Artísticas
A ex primeira-dama Jacqueline Kennedy pessoalmente selecionou Shikler em 1970 para fazer o retrato oficial de seu marido John F. Kennedy pra Casa Branca, Oil Portrait of John F. Kennedy. Ele também pintou pra Casa Branca os retratos oficiais da própria Jacqueline e de Nancy Reagan, bem como retratos das crianças Kennedy. Seus quadros estão em numerosas coleções públicas, como o Brooklyn Museum of Art, o Metropolitan Museum of Art, o Museu Hirshhorn e Sculpture Garden, o New Britain Museum of American Art e a National Academy of Design.

## Prêmios e honras
Shikler foi eleito membro da Temple University em 1985, associado da Academia Nacional de Desenho em 1962 e acadêmico da Academia Nacional de Desenho em 1965. Shikler recebeu o Louis Comfort Tiffany Award em 1957 e o Thomas B. Clarke Prize em 1958, 1960 e 1961. Em 1976, ele recebeu o State Department Traveling Grant, um Certificado de Honra da Escola de Arte Tyler e o Prêmio Benjamin Altman da Academia Nacional de Desenho.

## Morte
Shikler continuou a pintar em seu estúdio em casa até morrer de insuficiência renal em 12 de Novembro de 2015, cercado por seus amigos e familiares.

## Galeria

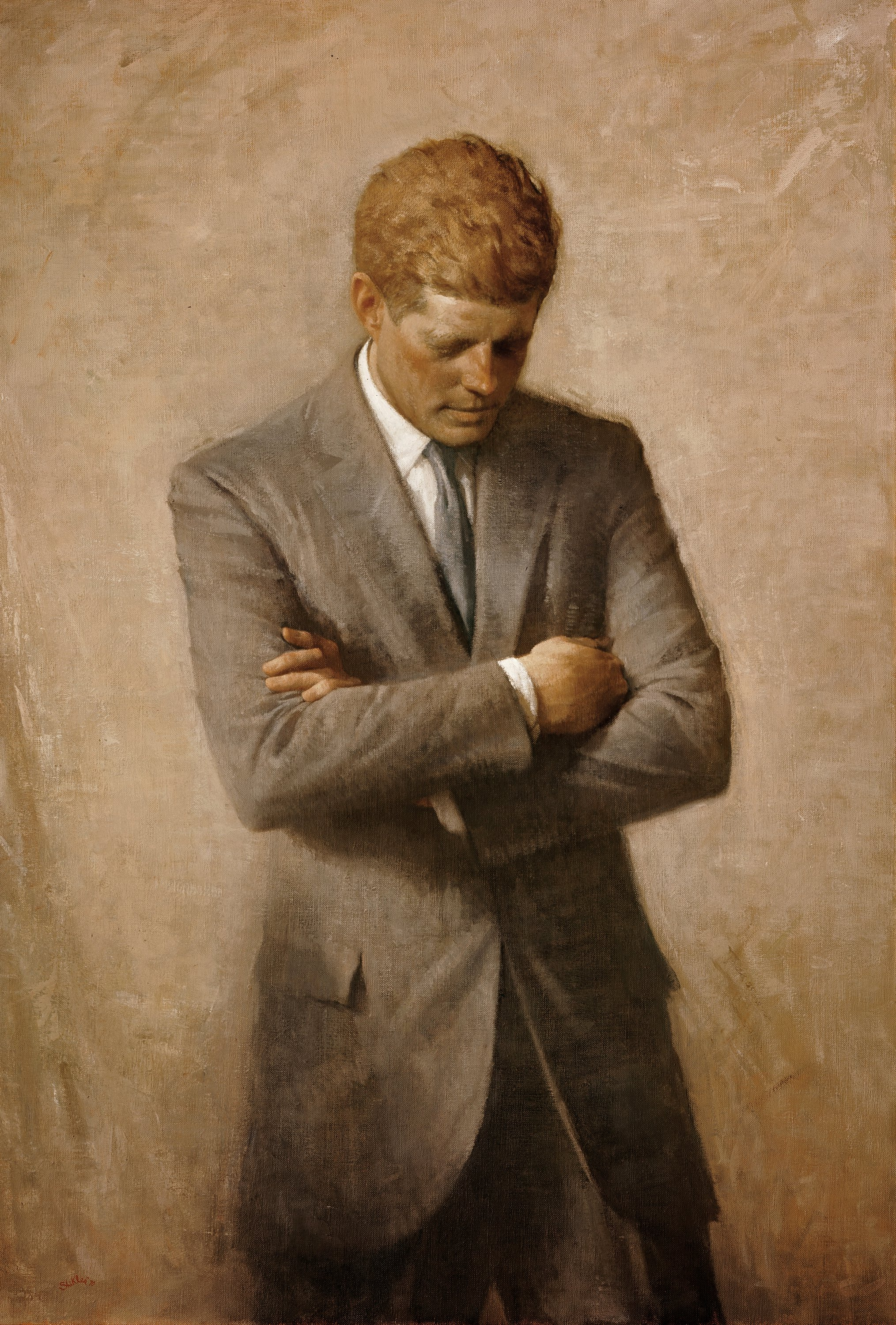
Retrato oficial do presidente John F. Kennedy na Casa Branca, de Shikler.
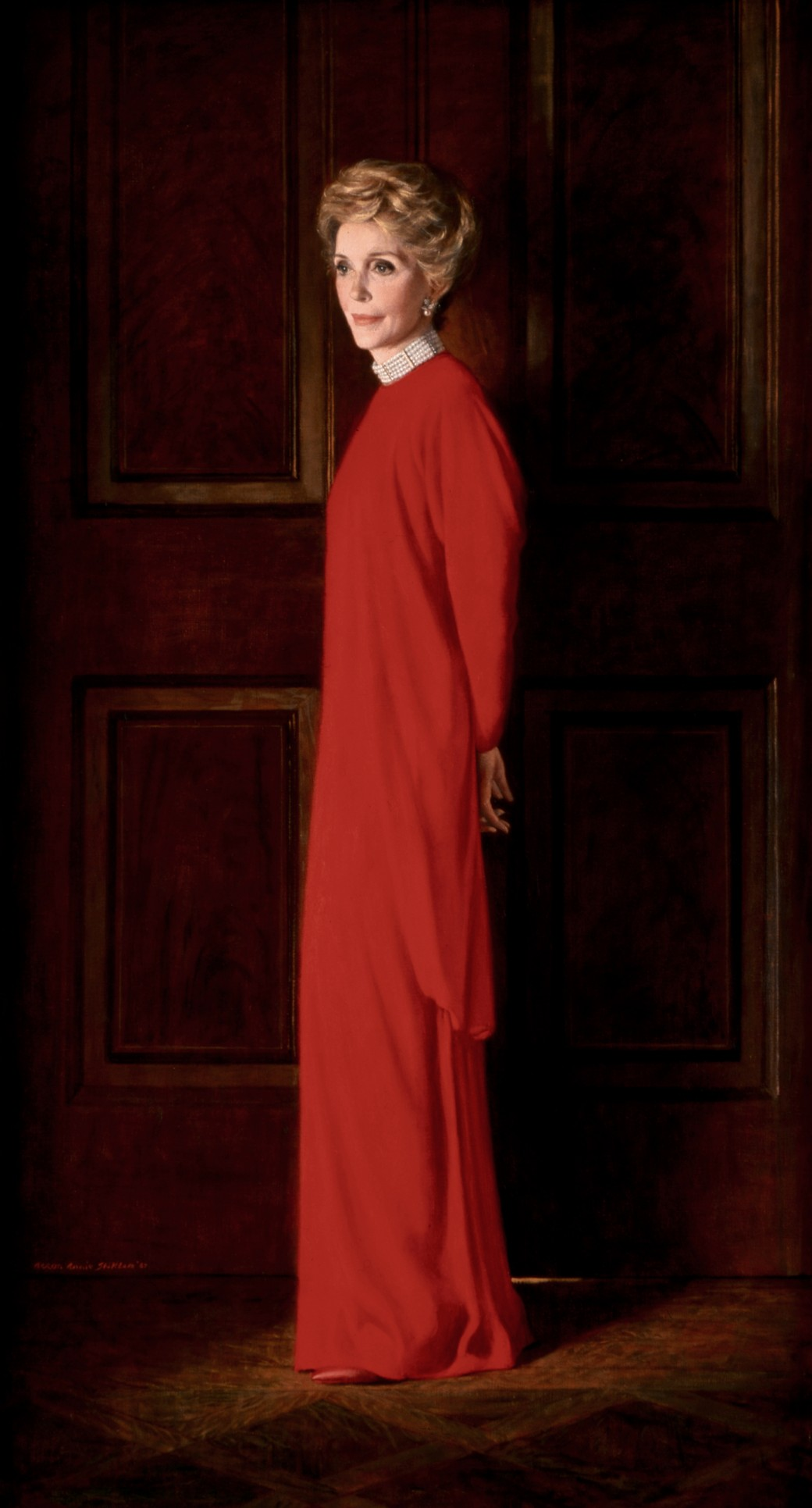
Retrato oficial da primeira-dama Nancy Reagan na Casa Branca, de Shikler; está localizado na Vermeil Room.
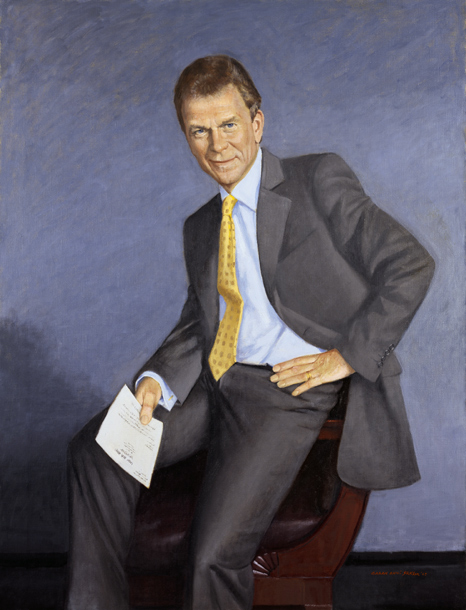
Retrato Oficial do senador Tom Daschle.
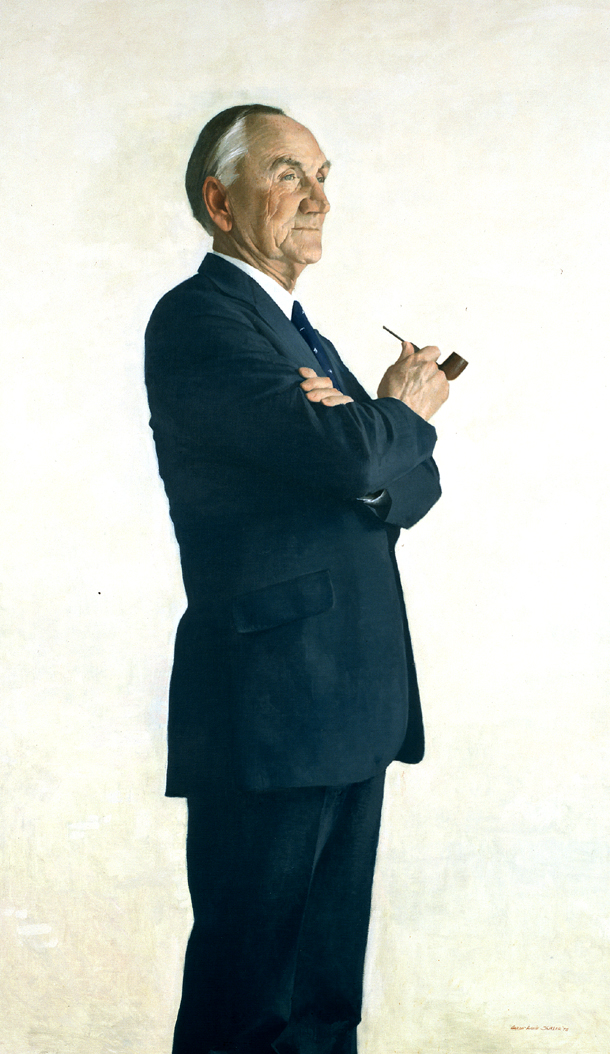
Retrato oficial do senador Mike Mansfield.
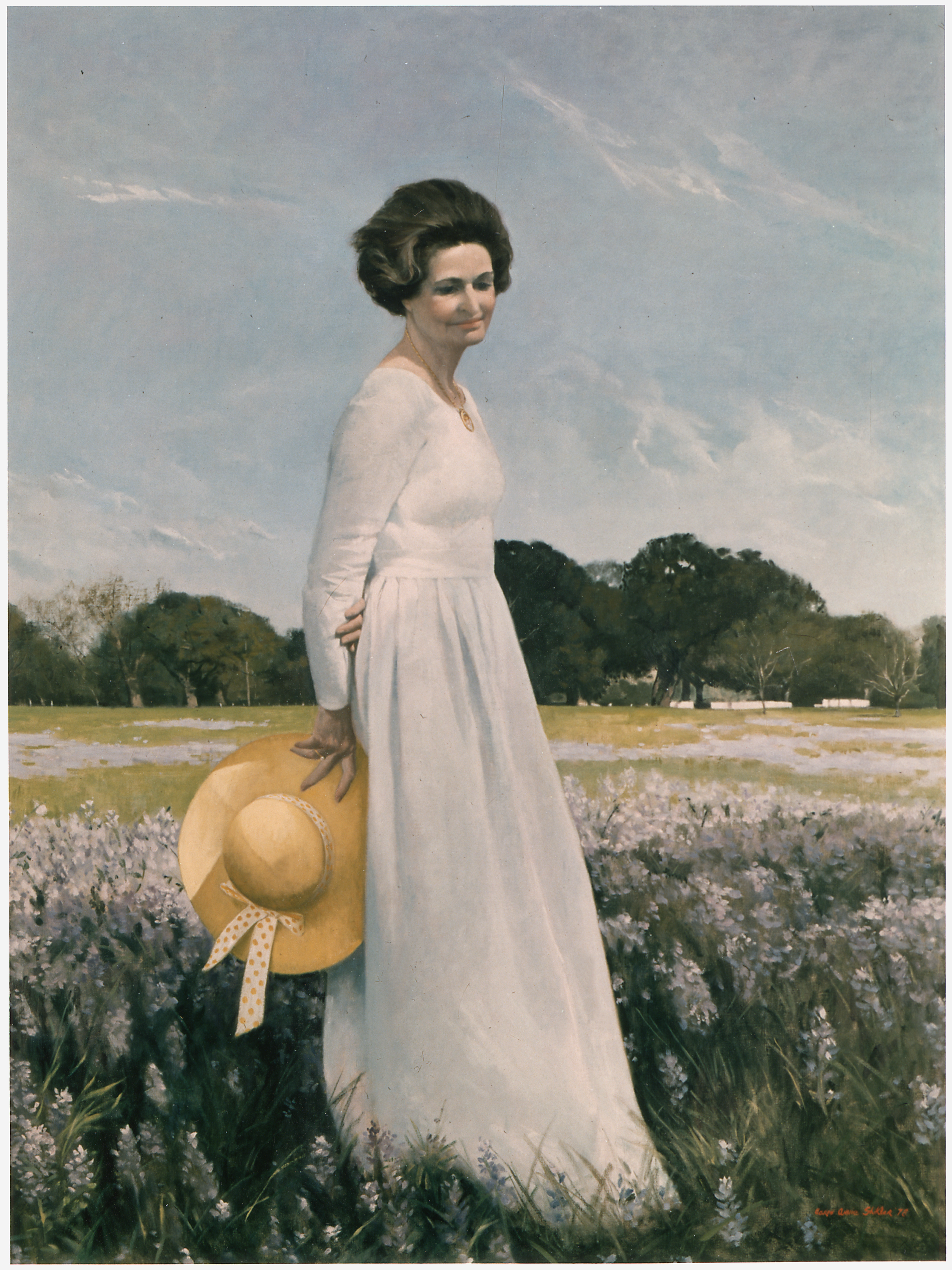
Lady Bird Johnson, primeira-dama dos EUA.

## Ligações Externas
- Oil Portrait of John F. Kennedy
- Breve biografia na galeria Davis & Langdale (em inglês)
- O renomado pintor Aaron Shikler revela histórias por trás de retratos famosos da Casa Branca (em inglês)